# Петър Кьосеиванов
Петър Иванов Кьосеиванов е български юрист и политик. Народен представител в ХХIV и ХХV народно събрание, на което от 1942 г. е подпредседател.

## Биография
Роден е през 1897 г. в Пещера, в семейството на Иван и Райна Кьосеиванови. Той е племенник на политика Михаил Такев. Негов брат е политикът и дипломат Георги Кьосеиванов. Завършва основно образование в родния си град, а средно в Пловдивската мъжка гимназия „Александър I“. Редник е в действащата армия, а след това е изпратен в Школата за запасни офицери в Княжево. Завръща се на фронта като взводен командир. През 1921 г. завършва право в Софийския университет. Защитава докторска дисертация „Аграрна политика на България“ в Германия. Издава на немски език книгата „Кооперацията като юридическа и социална асоциация“. След завръщането си в България е адвокат в София. Учредява Българо-югославското дружество. През 1938 г. е избран за народен представител в ХХIV народно събрание, а през 1940 г. – в ХХV народно събрание, като от 1942 г. е негов подпредседател. Избран е за председател на Международната търговска конференция във Варшава през 1938 г. Секретар е на Международната парламентарна делегация в Москва.
През 1943 г. се подписва под инициираното от Димитър Пешев писмо до министър-председателя Богдан Филов против депортирането на българските евреи. След това обаче под натиска на Филов оттегля подписа си.
По време на Народния съд е осъден от Втори състав на доживотен затвор, пълна имуществена конфискация, глоба от 5 милиона лева и лишаване завинаги от граждански права. В Софийския затвор прекарва 12 години. Излиза през 1967 г. Умира през 1971 г.

## Памет
На Петър Иванов Кьосеиванов е наречена улица в квартал „Симеоново“ в София (Карта).